# Gentiana andrewsii
Espèce
Classification phylogénétique
Gentiana andrewsii est une espèce végétale de la famille des Gentianaceae. La plante est nommée en l'hommage du botaniste anglais Henry Cranke Andrews. C'est une plante qui ne se rencontre qu'en Amérique du Nord.

## Description
Gentiana andrewsii fleurit à la fin de l'été, entre le mois d'août et le mois d'octobre. Les fleurs mesurent 2 à 4 cm de long, généralement de couleur bleue et en forme de bouteille avec des bouches fermées. Les fleurs sont regroupées au sommet de la plante ou dans l'axe des feuilles supérieures. Les tiges mesurent 30 à 60 cm de long.

## Écologie
Gentiana andrewsii se rencontre dans les prairies humides à mésiques sèches et les fens des prairies, principalement dans les sols limoneux, mais elle peut également être trouvée dans les zones sablonneuses, comme près des rives des Grands Lacs (Amérique du Nord).  Les fleurs fermées rendent l'accès difficile au pollen ou au nectar pour de nombreuses espèces d'insectes. Ceux qui sont assez forts pour entrer par le haut de la fleur comprennent les espèces d'abeilles fouisseuses Anthophora terminalis et les espèces de bourdons Bombus fervidus, Bombus griseocollis et Bombus impatiens.
L'abeille charpentière Xylocopa virginica mâche une fente étroite à la base de la fleur et «vole» le nectar sans polliniser la plante, un comportement connu sous le nom de vol de nectar. Les trous dans les pétales créés par cette espèce permettent également aux plus petits insectes d'accéder au nectar et au pollen, comme l'abeille domestique Apis mellifera. Cette gentiane est considérée comme une espèce menacée dans les États américains de New York et du Maryland.

## Noms vernaculaires
En anglais Gentiana andrewsii est appelée bottle gentian, closed gentian ou closed bottle gentian pouvant être taduit par gentiane bouteille, gentiane fermée ou gentiane bouteille fermée.